# ベンジダミン
ベンジダミン（Benzydamine）は非ステロイド系抗炎症薬（NSAID）の一つである。局所麻酔・鎮痛作用を持ち、痛みを和らげ、口や喉の炎症の治療に効果がある。構造中にインダゾール骨格を有する。2021年の日本では承認されていない。

## 効能・効果
- 歯科口腔科学：歯肉炎、口内炎、舌炎、アフタ性潰瘍、歯科手術、放射線治療による口腔内潰瘍[2]など。
- 耳鼻咽喉科領域：腺熱、咽頭炎、扁桃炎、扁桃摘出術後、放射線や挿管による粘膜炎（英語版）。

本剤は、単独または他の治療法の補助として使用され、相互作用のリスクが少なく、治療効果を高めることができる。また、一部の市場では、筋骨格系疾患（捻挫、挫傷、滑液包炎、腱炎、滑膜炎、筋肉痛、関節周囲炎）の局所治療を目的とした市販のクリームが販売されている。

## 副作用
ベンジダミンの忍容性は高い。ときおり、口腔内の痺れや刺すような感覚、また、痒み、皮膚の発疹、皮膚の腫れや赤み、呼吸困難や喘鳴などが起こることがある。

## 作用機序
炎症を起こした組織に選択的に結合し（プロスタグランジン合成酵素阻害剤）、通常、全身への悪影響は無いとされる。また、他のNSAIDsと異なり、シクロオキシゲナーゼやリポキシゲナーゼを阻害せず、潰瘍形成性も無い。また、強力な強化作用を有し、動物においてヘロインやコカインなどの濫用薬物と交差感作性を示す。これは、カンナビノイド作動薬としての作用ではないかと考えられている。

## 薬物動態
ベンジダミンは皮膚や膣からは吸収され難い。

## 歴史
イタリアで1964年に合成され、1966年に販売開始された。
かつては日本でも承認され販売されており、1979年には錠剤52製剤+カプセル1製剤が薬価収載（販売）されていたが、1989年には錠剤16製剤に減少し、2021年現在では残っていない。

## 薬物濫用
ベンジダミンを過剰摂取すると譫妄誘発薬や中枢神経刺激薬として作用する。ポーランド、ブラジル、ルーマニアでは、特に10代の若者の間で使用されていることが報告されている。

## 研究開発
研究によると、ベンジダミンはin vitroで顕著な抗菌作用を示し、また、他の抗生物質、特にテトラサイクリン系抗生物質との併用により、黄色ブドウ球菌や緑膿菌の抗生物質耐性株に対して相乗効果を示す。
また、ラットでは若干のカンナビノイド活性が認められているが、ヒトでの試験は行われていない。また、セロトニンと構造が類似していることから、5-HT2A受容体に作用するとの仮説がある。

## 参考資料
1. ↑  “Benzydamine Hydrochloride (Tantum) in the management of oral inflammatory conditions”. Journal 61 (2):  127-134. (February 1995). PMID 7600413.
2. ↑  五月女さき子, 船原まどか, 川下由美子, 梅田正博「頭頸部がん放射線治療時の口腔粘膜炎に対するマネジメント」『口腔衛生学会雑誌』第68巻第4号、口腔衛生学会、2018年、190-197頁、doi:10.5834/jdh.68.4_190、ISSN 0023-2831、NAID 130007503872。
3. 1 2 3  “Recreational abuse with benzydamine hydrochloride (tantum rosa)”. Clinical Toxicology 45 (2):  198-199. (2007). doi:10.1080/15563650600981210. PMID 17364645.
4. ↑  “New pharmacologic and biochemical findings on the mechanism of action of the non-steroidal antiphlogistic, benzydamine. A synopsis” (German). Arzneimittel-Forschung 37 (5A):  635-645. (May 1987). PMID 3304305.
5. 1 2  “Intravenous self-administration of benzydamine, a non-steroidal anti-inflammatory drug with a central cannabinoidergic mechanism of action”. Addiction Biology 23 (2):  610-619. (March 2018). doi:10.1111/adb.12516. PMID 28429885.
6. ↑  “Pharmacokinetics of benzydamine after intravenous, oral, and topical doses to human subjects”. Biopharmaceutics & Drug Disposition 12 (7):  481-492. (October 1991). doi:10.1002/bdd.2510120702. PMID 1932611.
7. ↑  “Concentration of benzydamine in vaginal mucosa following local application: an experimental and clinical study”. International Journal of Tissue Reactions 9 (2):  135-145. (1987). PMID 3610512.
8. 1 2  “DEXTROMETHORPHAN AND BENZYDAMINE'S USE AND MISUSE”. 2021年8月7日閲覧。
9. ↑  福島紀子, 渡辺葉子「<原報>解熱鎮痛消炎剤における製造品目数の比較」『共立薬科大学研究年報』第34巻、慶應義塾大学、1990年3月、33-38頁、ISSN 04529731、NAID 110000059002。
10. ↑  “Recreational use of benzydamine as a hallucinogen among street youth in Brazil”. Revista Brasileira de Psiquiatria 31 (3):  208-213. (September 2009). doi:10.1590/S1516-44462009000300005. PMID 19784487.
11. ↑  “Use abusive of benzydamine in Brazil: an overview in pharmacovigilance” (ポルトガル語). Ciencia & Saude Coletiva 15 (3):  717-724. (May 2010). doi:10.1590/S1413-81232010000300014. PMID 20464184.
12. ↑  “Antimicrobial activity of benzydamine, a non-steroid anti-inflammatory agent”. Journal of Chemotherapy 4 (6):  347-352. (December 1992). doi:10.1080/1120009X.1992.11739190. PMID 1287137.
13. ↑  “Antibacterial activity of benzydamine and antibiotic-benzydamine combinations against multifold resistant clinical isolates”. Arzneimittel-Forschung 46 (3):  320-323. (March 1996). PMID 8901158.